# Espejo de corriente

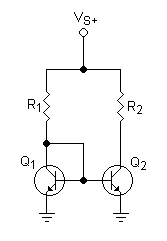
Figura 1: Diagrama eléctrico de un espejo de corriente.

En electrónica, un espejo de corriente es una configuración con la que se pretende obtener una corriente constante, esto es, una fuente de corriente. Esta configuración consta de dos transistores, idealmente idénticos, y una resistencia o potenciómetro, si se quisiera regular el circuito en el caso de que los transistores no fueran idénticos. En la figura 1 se muestra el esquema básico de un espejo de corriente.

## Análisis del circuito
La corriente que circula en R1 está dada por:
{\displaystyle I_{R1}=I_{C1}+I_{B1}+I_{B2}}
Donde {\displaystyle I_{C1}} es la corriente del colector de Q1, 
{\displaystyle I_{B1}} es la corriente de base de Q1, 
{\displaystyle I_{B2}} es la corriente de base de Q2.
La corriente de colector de Q1 viene dada por la ecuación:
{\displaystyle I_{C1}=\beta _{0}I_{B1}}
Donde {\displaystyle \beta _{0}} es la ganancia de corriente de Q1. Si Q1 y Q2 son idealmente idénticos, la {\displaystyle \beta } de Q2 será:
{\displaystyle \beta _{2}=\beta _{0}\ (1+{\frac {V_{CE2}}{V_{A}}})}
donde VA es debida al efecto Early.
Como VBE1 = VBE2 y Q1 y Q2 son idénticos, IB1 = IB2. La corriente de colector de Q2 será entonces dado por:
{\displaystyle I_{C2}={\frac {I_{R1}}{1+{\frac {2}{\beta _{0}}}}}\ (1+{\frac {V_{CE2}}{V_{A}}})}
Si {\displaystyle \beta _{0}>>1}, entonces:
{\displaystyle I_{C2}\approx I_{R1}\ (1+{\frac {V_{CE2}}{V_{A}}})}
Se obtiene así una precisión superior a la obtenida con circuitos más complejos, como los Widlar, de Wilson o Cascodo.
El espejo de corriente se usa en los circuitos integrados porque es una forma conveniente de crear fuentes de corriente y cargas activas. La ventaja de utilizar espejos de corriente es la del incremento en la ganancia de tensión y en el rechazo al modo común (CMRR).
El motivo técnico de su frecuente uso en IC se debe a la vez porque es más económico hacer los 2 transistores sobre la oblea de silicio en vez de las resistencias cuando se quiere polarizar un determinado transistor, aparte de ocupar menos espacio; y ofrece también mayor estabilidad frente a cambios de voltaje y temperatura a la polarización.

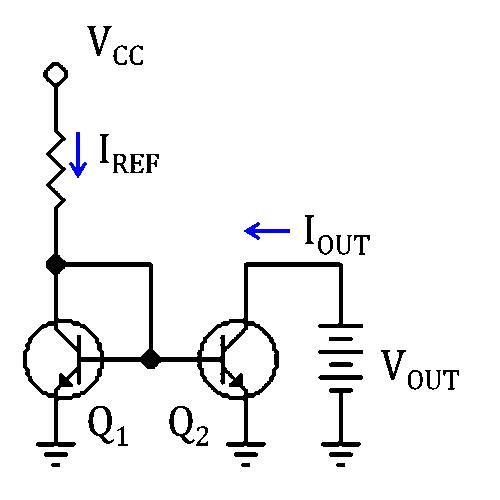
Figura 2: espejo de corriente implementado con transistores bipolares tipo NPN usando una resistencia para fijar la corriente de referencia I_{REF}; V_{CC} = Tensión de entrada

## Otros tipos de espejo de corriente
- Espejo de corriente modelo Widlar
- Espejo de corriente modelo Wilson
- Cascodo